# Erratomyces thirumalacharii
Erratomyces thirumalacharii är en svampart som först beskrevs av Pavgi, och fick sitt nu gällande namn av M. Piepenbr. & R. Bauer 1997. Erratomyces thirumalacharii ingår i släktet Erratomyces och familjen Tilletiaceae.   Inga underarter finns listade i Catalogue of Life.